# Chrysopilus simplex
Chrysopilus simplex är en tvåvingeart som beskrevs av Meijere 1904. Chrysopilus simplex ingår i släktet Chrysopilus och familjen snäppflugor. Inga underarter finns listade i Catalogue of Life.